# Cheryl Foster
Cheryl Foster (ur. 4 października 1990 w Bangor) – walijska sędzia piłkarska. Sędzia meczu o 3. miejsce Mistrzostw Świata Kobiet 2023 oraz meczów Mistrzostw Europy Kobiet 2022.

## Sędziowane mecze Mistrzostw Świata 2023
| Mecz                   | Data       | Miejsce                     | Runda             | Wynik | Żółta kartka | Czerwona kartka |
| ---------------------- | ---------- | --------------------------- | ----------------- | ----- | ------------ | --------------- |
| Brazylia – Panama      | 24.07.2023 | Hindmarsh Stadium, Adelaide | Faza grupowa      | 4:0   | 0            | 0               |
| Szwecja – Włochy       | 29.07.2023 | Sky Stadium, Wellington     | Faza grupowa      | 5:0   | 0            | 0               |
| Szwajcaria – Hiszpania | 05.08.2023 | Eden Park, Auckland         | 1/8 finału        | 1:5   | 1            | 0               |
| Szwecja – Austria      | 16.08.2023 | Stadium Australia, Sydney   | Mecz o 3. miejsce | 2:0   | 3            | 0               |

## Sędziowane mecze Mistrzostw Europy 2022
| Mecz               | Data       | Miejsce                     | Runda        | Wynik | Żółta kartka | Czerwona kartka |
| ------------------ | ---------- | --------------------------- | ------------ | ----- | ------------ | --------------- |
| Holandia – Szwecja | 09.07.2022 | Bramall Lane, Sheffield     | Faza grupowa | 1:1   | 0            | 0               |
| Francja – Belgia   | 14.07.2022 | New York Stadium, Rotherham | Faza grupowa | 2:1   | 3            | 1               |
| Niemcy – Francja   | 27.07.2022 | Stadium MK, Milton Keynes   | Półfinał     | 2:1   | 4            | 0               |